# Maria Floriani Squarciapino
Maria Floriani Squarciapino (Roma, 30 gennaio 1917 – Roma, 29 settembre 2003) è stata un'archeologa e funzionaria italiana.

## Biografia
Maria Floriani Squarciapino studiò presso l'Università la Sapienza di Roma, dove fu allieva di Pietro Romanelli, laureandosi nel 1939 con una tesi sulla Scuola di Afrodisia.
Si interessò anche di archeologia del periodo romano nell'Africa mediterranea, e si specializzò alla Scuola nazionale di Archeologia.  Nel 1946 fu assunta come ispettore presso la soprintendenza di Ostia. Qui lavorò a stretto contatto con Italo Gismondi, Giovanni Becatti, Herbert Bloch e altri. Dopo la pubblicazione sugli scavi delle necropoli di Ostia, nel 1959, rivolse la sua attenzione alla Sinagoga di Ostia, dirigendone gli scavi tra il 1961 e il 1962. Nel 1966 fu nominata alla guida della Soprintendenza alle Antichità di Ostia, incarico che mantenne fino al 1974. Negli anni '60 e '70, Maria Floriani Squarciapino fu anche docente alla Sapienza, e nel 1974, quando si dimise dall'incarico di soprintendente a Ostia, ottenne qui il ruolo di professore ordinario di Archeologia delle province romane, che mantenne fino al pensionamento nel 1987.
Oltre ai lavori di Ostia, partecipò ad altri scavi, tra cui il Foro Romano (1955-57), Leptis Magna, Ebla (1964-66) e in Albania. Una raccolta dei suoi appunti sugli scavi di Leptis Magna venne pubblicata a cura di Paola Finocchi nel 2012. Fu tra i collaboratori dell'Enciclopedia dell'Arte Antica, Classica e Orientale e diresse la redazione della rivista Fasti Archaeologici dal 1982 al 1997. Fu presidente dell'Associazione Internazionale di Archeologia Classica, membro della Pontificia Accademia Romana di Archeologia, dell'Istituto Nazionale di Studi Romani e del Deutsches Archäologisches Institut (Istituto Archeologico Germanico).
Nel 1997 fu pubblicato un numero speciale di Archeologia Classica, raccogliente scritti in suo onore.

## Pubblicazioni
- Artigianato e industria in Civiltà Romana, vol. 20, Colombo, Roma, 1942.
- La Scuola di Afrodisia in Studi e materiali del Museo dell’Impero Romano, n. 3. Governatorato di Roma, Roma. 1943.
- Il Museo della Via Ostiense in Itinerari dei Musei e Monumenti d’Italia, vol. 91, Istituto poligrafico dello Stato, Roma, 1955.
- I Culti orientali ad Ostia, Brill, Leida, 1962.
- Leptis Magna in Ruinenstädte Nordafrikas, vol. 2, Raggi, Basilea, 1966.
- Sculture del foro severiano di Leptis Magna, «L’Erma» di Bretschneider, Roma, 1974.